# SN 2007co
SN 2007co – supernowa typu Ia odkryta 4 czerwca 2007 roku w galaktyce MCG +05-43-16. W momencie odkrycia miała maksymalną jasność 16,60m.
16 dni wcześniej w tej samej galaktyce odkryto supernową SN 2007ck.